# Innenstadt (Hof)

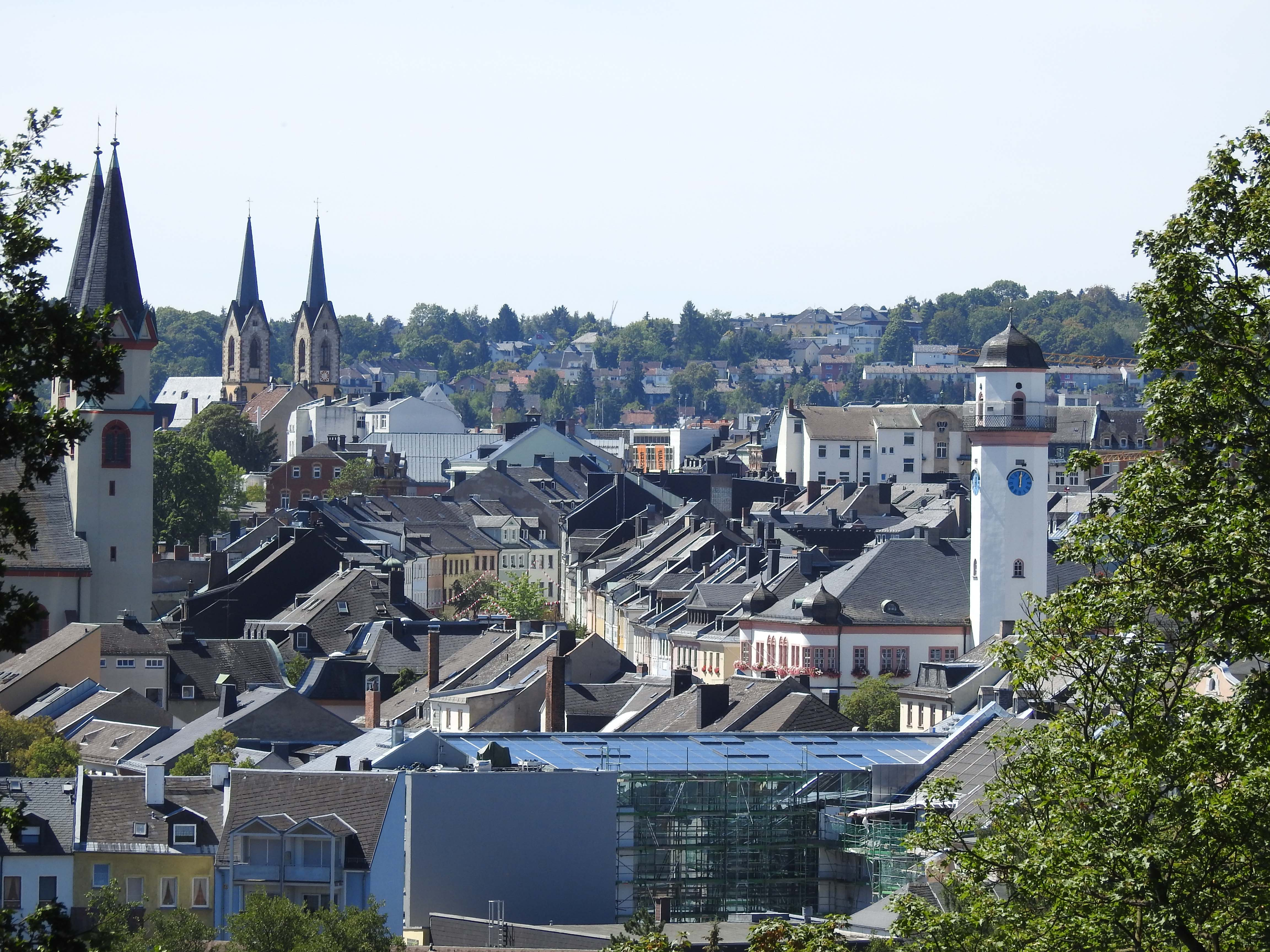
Blick auf die Innenstadt

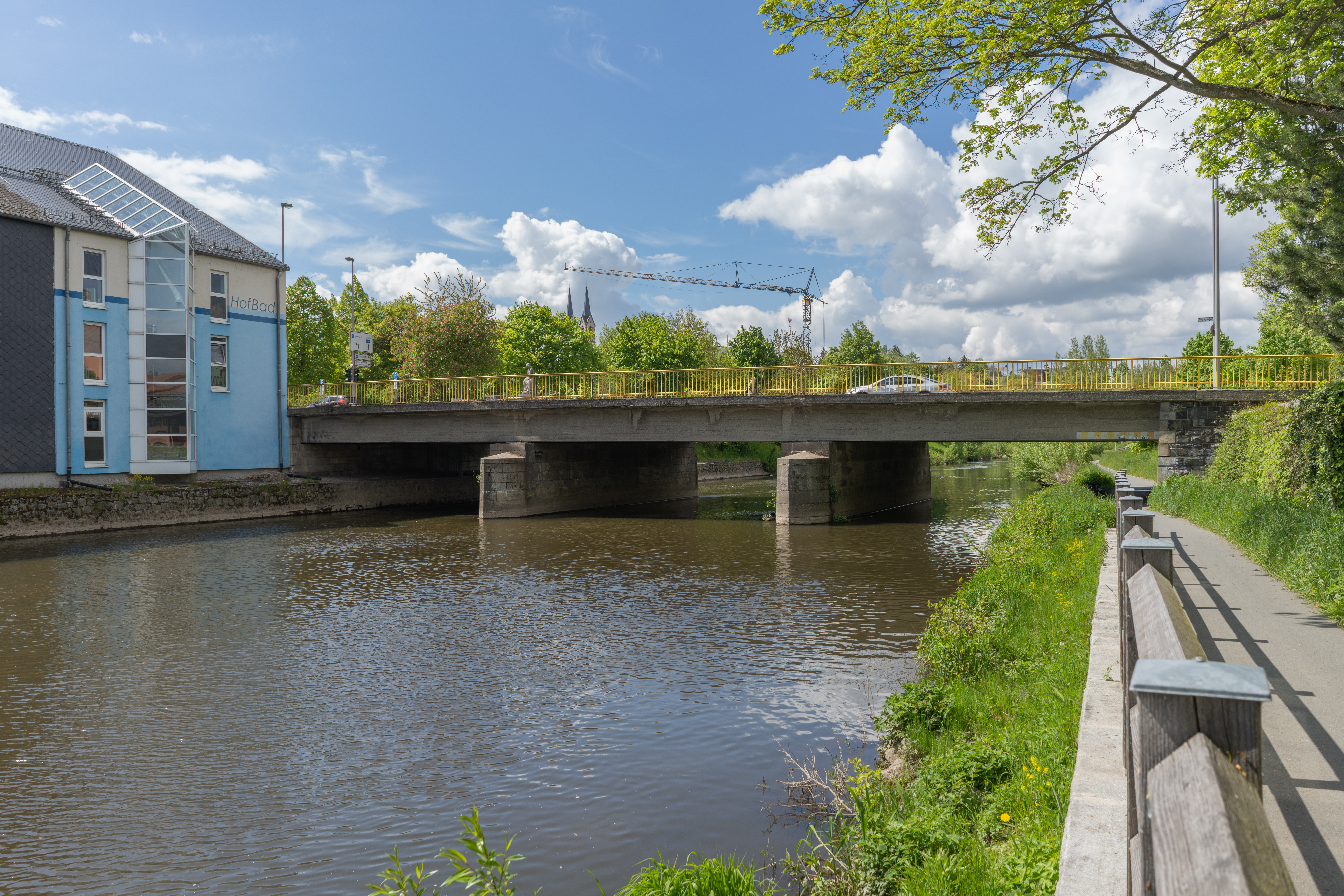
Innenstadt von Südosten aus

Der Stadtteil Innenstadt liegt im Zentrum der Stadt Hof und besteht aus der Altstadt und der Neustadt.

## Altstadt
Die Altstadt liegt rund um die gleichnamige Straße und ist das heutige Zentrum der Stadt Hof. Sie reicht von der Lorenzstraße mit der Kirche St. Lorenz und der Bismarckstraße im Süden über den Bernhard-Lichtenberg-Platz mit der Stadtkirche St. Marien bis zum Oberen Tor. Durch urbane Bebauung im Jugendstil und des frühen 20. Jahrhunderts wirkt sie in Teilen neuer als die Neustadt. Die breite Straße Altstadt und die schmalere obere Lorenzstraße sind Fußgängerzonen und bilden zusammen einen Teil der zentralen Einkaufsmeile der Stadt mit Fachgeschäften und Filialen internationaler Ketten, es gibt dort mehrere Cafés und das Kino Central. Das Warenhaus Kaufhof wurde inzwischen geschlossen und umgebaut (heute sind dort im Erdgeschoss und ersten Obergeschoss Läden). Bis 2020 sollte an der Bismarckstraße im Quartier am Strauss im Süden der Altstadt (der Name stammt vom gleichnamigen Hotel Strauss, das seit 1826 besteht und 1926 neu errichtet wurde) ein neues Einkaufszentrum namens „Hof Galerie“ entstehen, dessen Errichtung aber mehrmals verschoben und abgeändert wurde. Nach mehreren Verzögerungen, Neuplanungen und Investorenwechsel wurde das Projekt jedoch 2021 verworfen. Seit 2022 ist geplant, auf dem Gelände ein neues Viertel, das Schiller-Quartier mit medizinischen Einrichtungen, Büroräumen und Aufenthaltsflächen zu errichten.

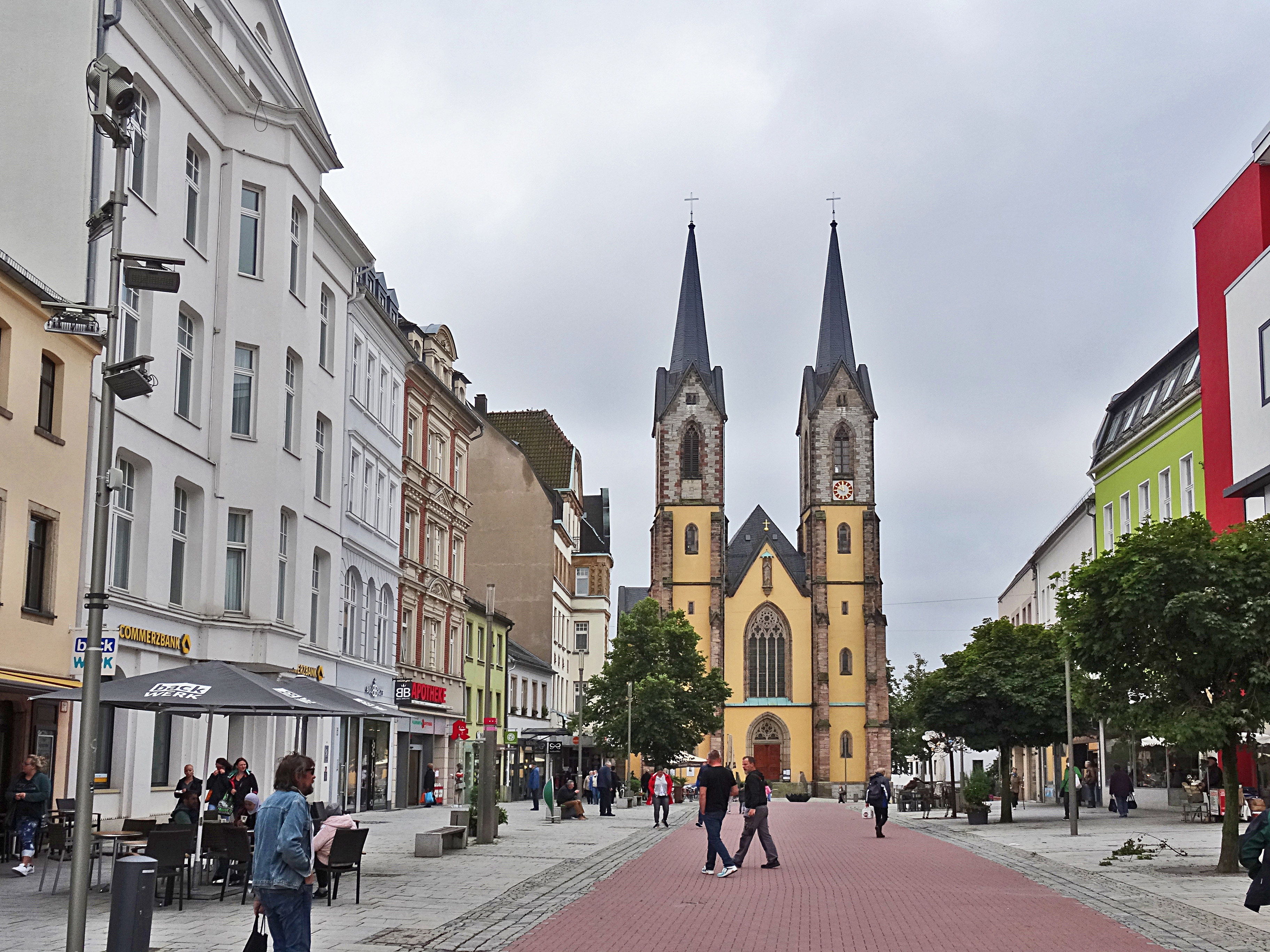
Hofer Altstadt
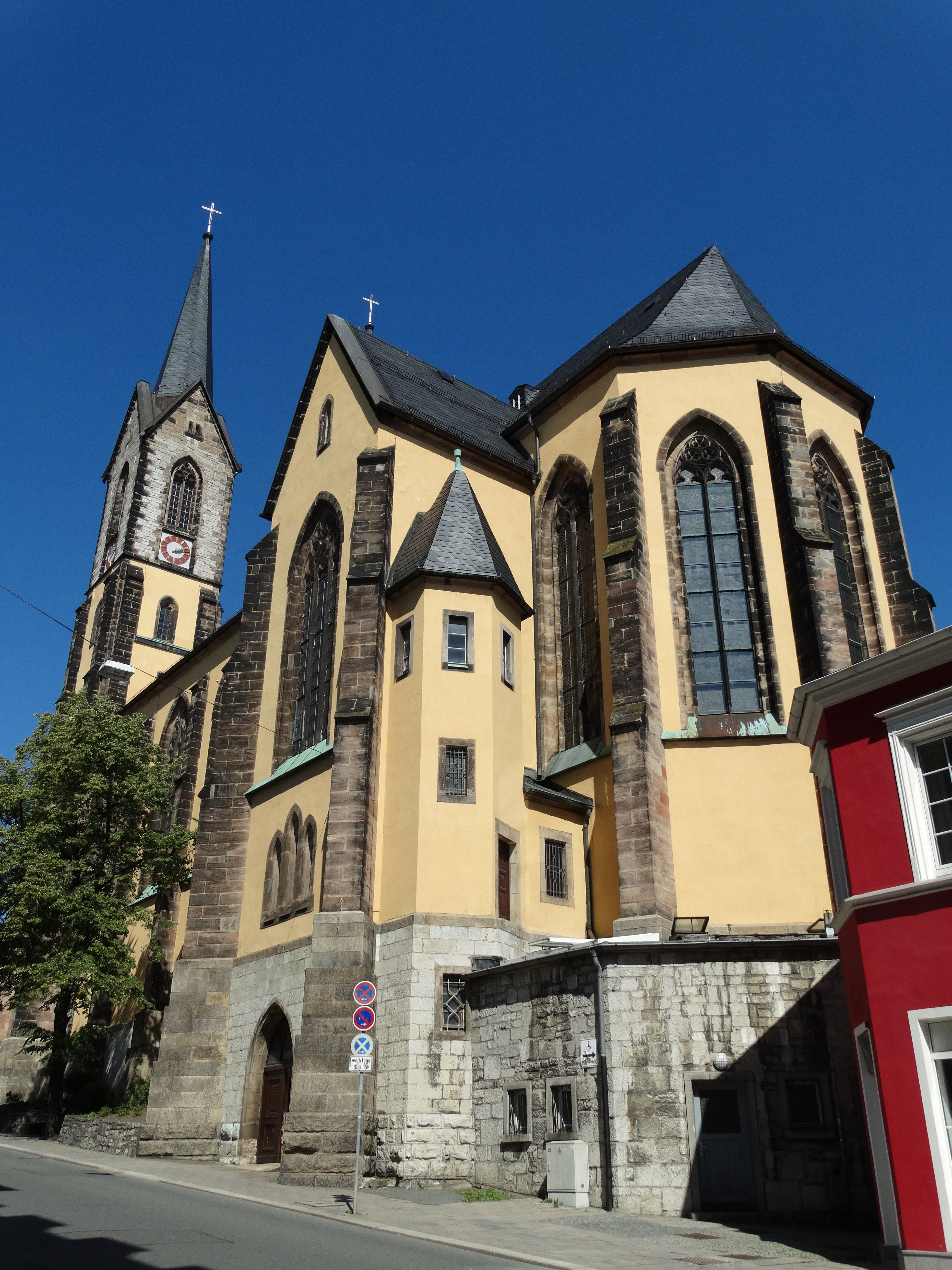
St.-Marien-Kirche
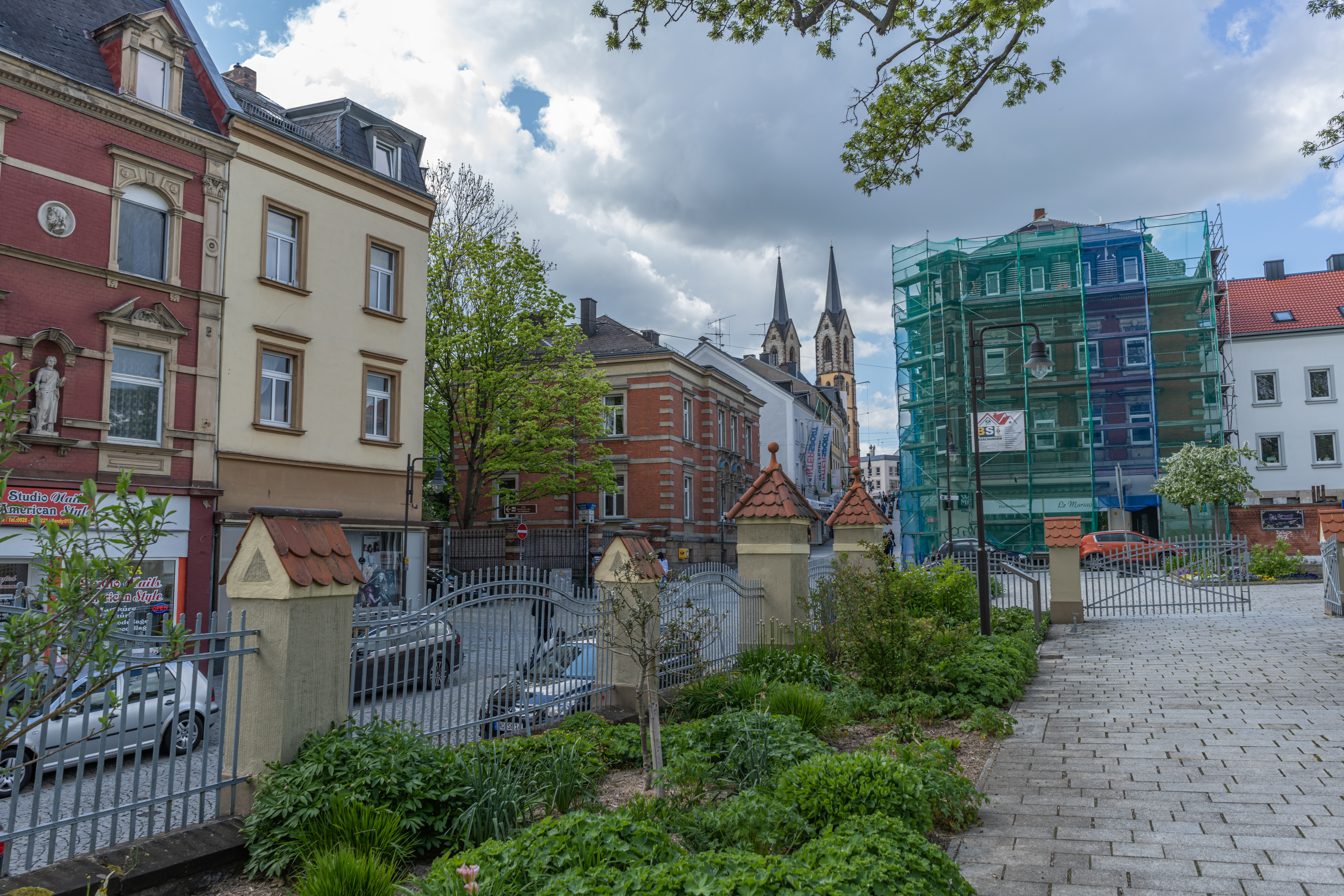
Lorenzstraße
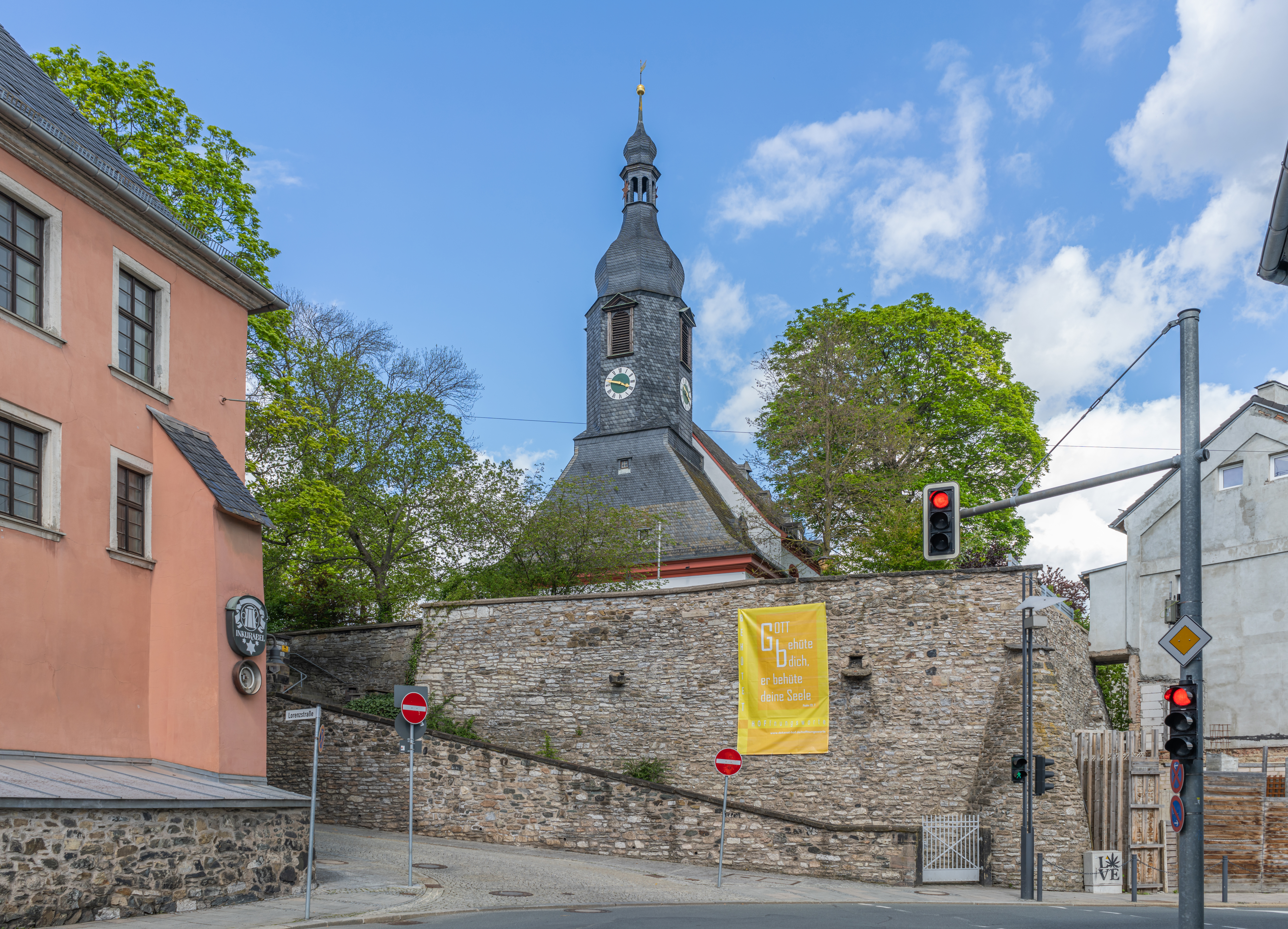
Lorenzkirche, Pfarr und Inkurabel
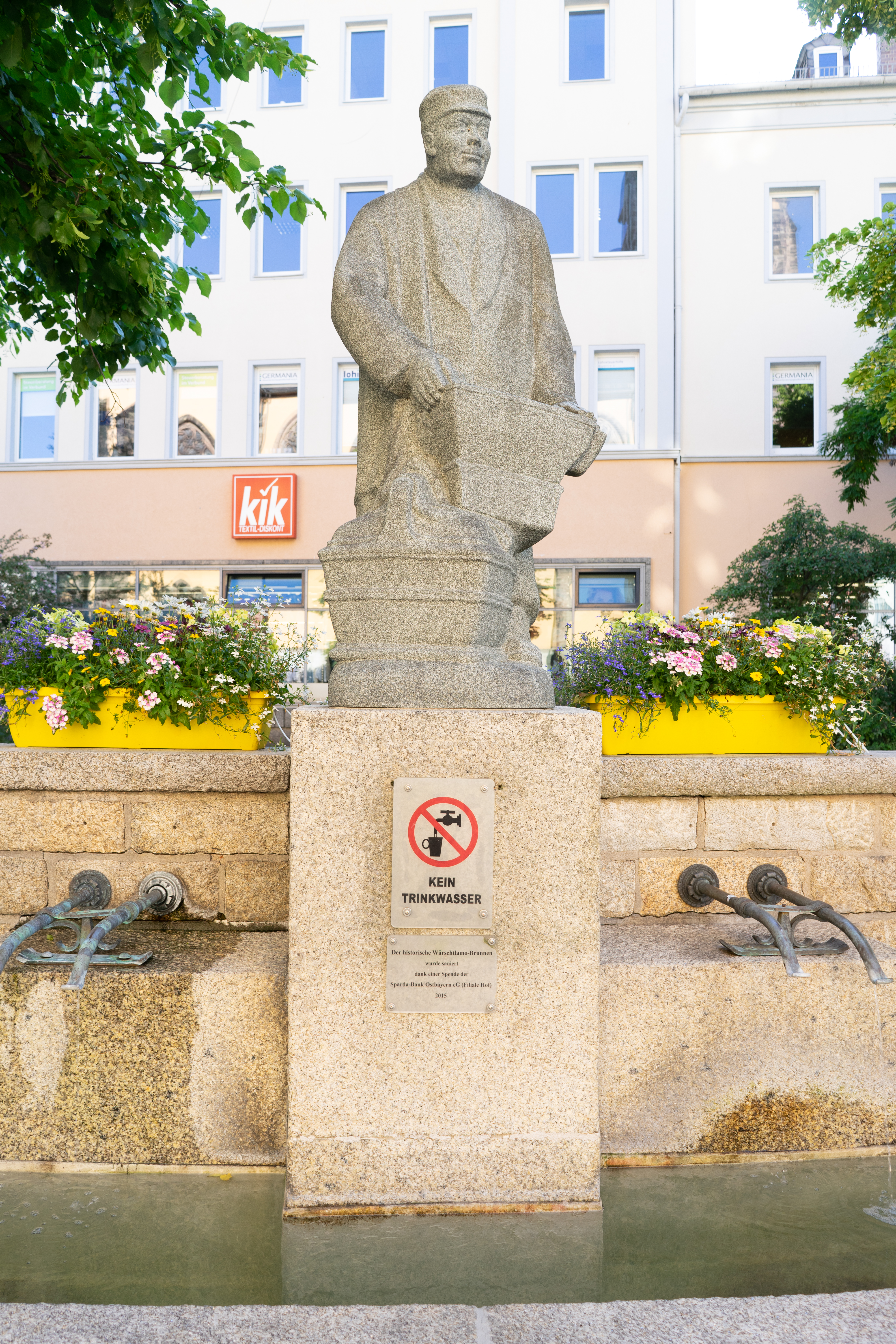
Wärschtlamo-Denkmal am Sonnenplatz
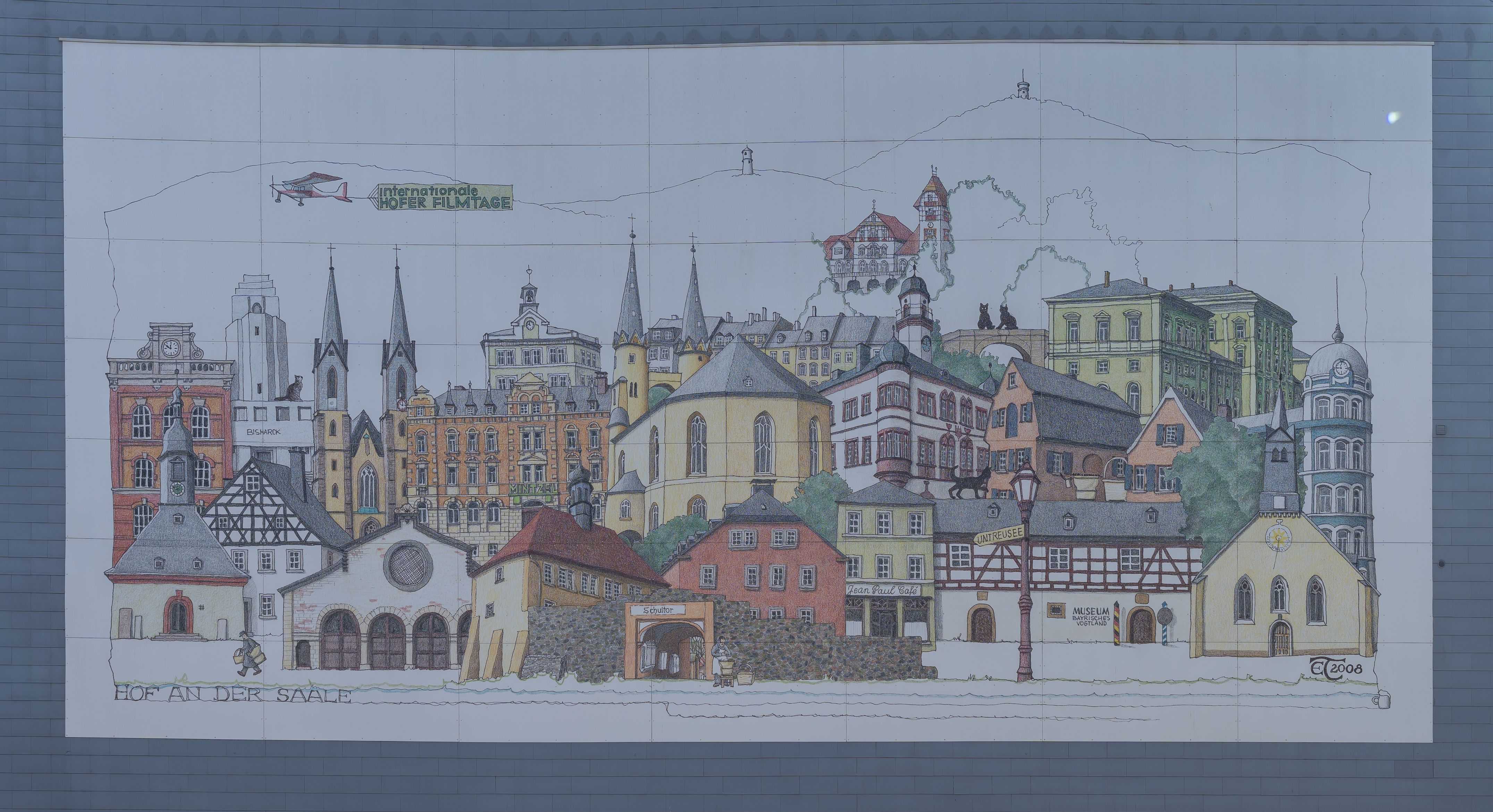
Wandbild "Hof an der Saale" von Evi Thurnberger

Das Obere Tor gilt als Verbindung von Altstadt und Neustadt. Es fand bereits bei Johann Wolfgang von Goethe Erwähnung, der sich auf der Reise ins Bäderdreieck in Hof aufhielt und es lobend erwähnte. Der Platz soll umgestaltet werden mit dem Einbau von Granitböden und einer Installation von Beleuchtungselementen. Stadtbildprägende Dominanten des Bereichs Altstadt sind die Marienkirche mit ihrer Doppelturmfassade und die Lorenzkirche.

## Neustadt
Die mittelalterliche Bebauung der Neustadt aus dem Mittelalter wurde durch den großen Brand 1823 nahezu vollständig zerstört; sie wurde im Biedermeier-Stil wieder errichtet. Heute gibt es dort inhabergeführte Geschäfte. Gut erhaltene Gebäude-Ensembles befinden sich in der Ludwigstraße, der Klosterstraße, der Karolinenstraße mit dem Rathaus und am Maxplatz mit der St.-Michaelis-Kirche. Der Wochenmarkt wird zweimal wöchentlich am Maxplatz und in der Ludwigstraße abgehalten. Daneben gibt es weitere Märkte sowie Feste in der Altstadt und der Neustadt, wie den Deutsch-Tschechischen Freundschaftstag, das Bürgerfest und den Herbstmarkt.

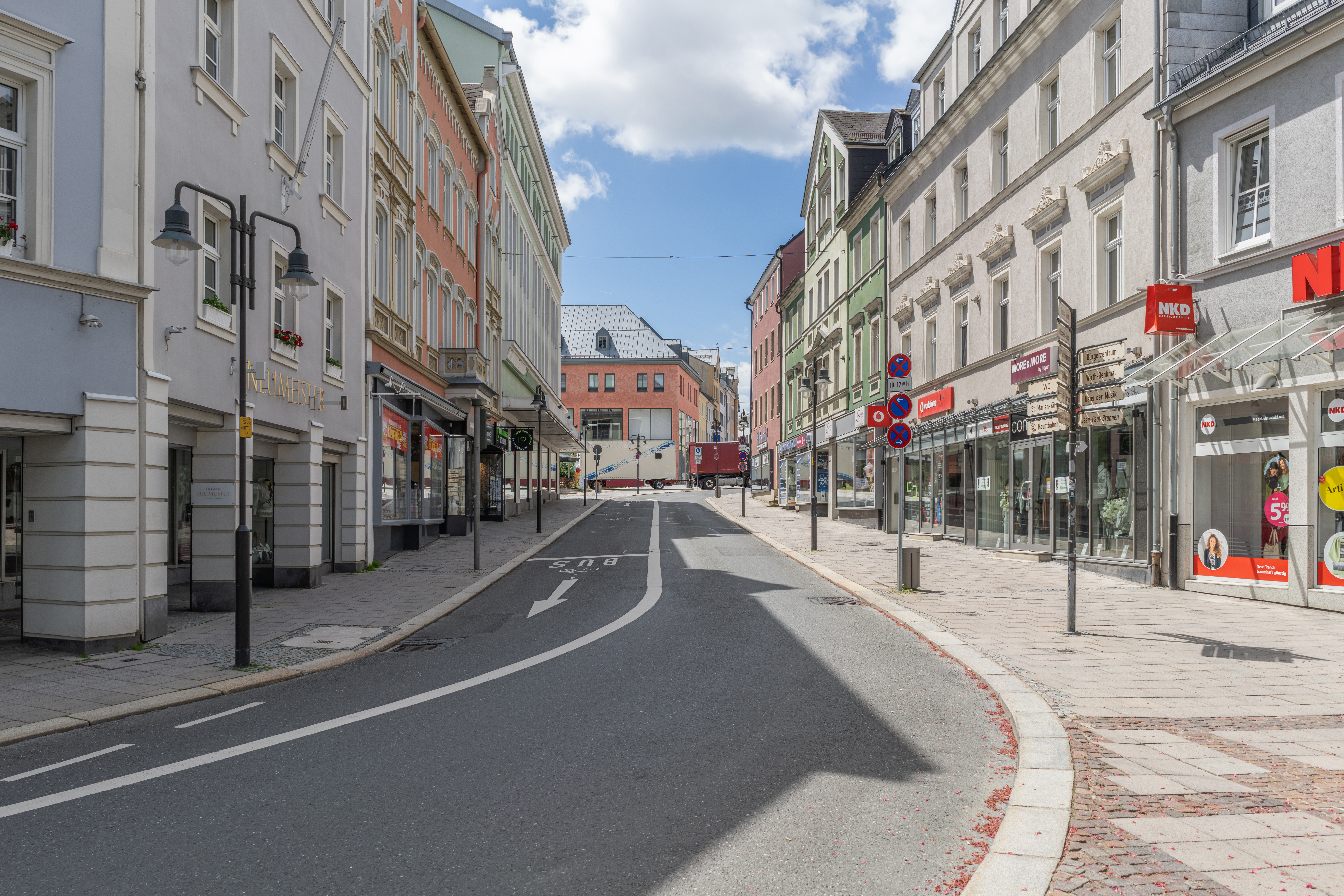
Oberes Tor
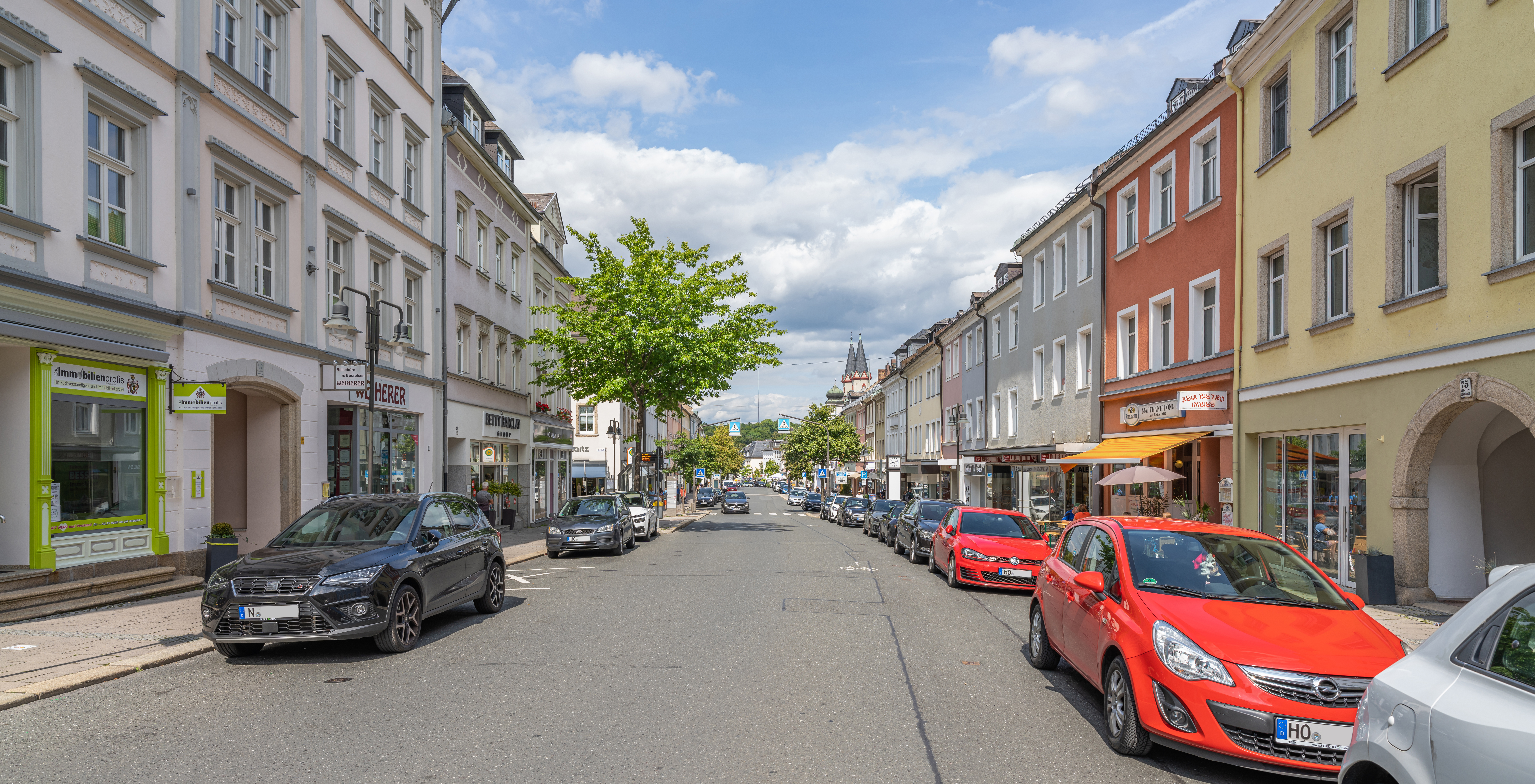
Ludwigstraße
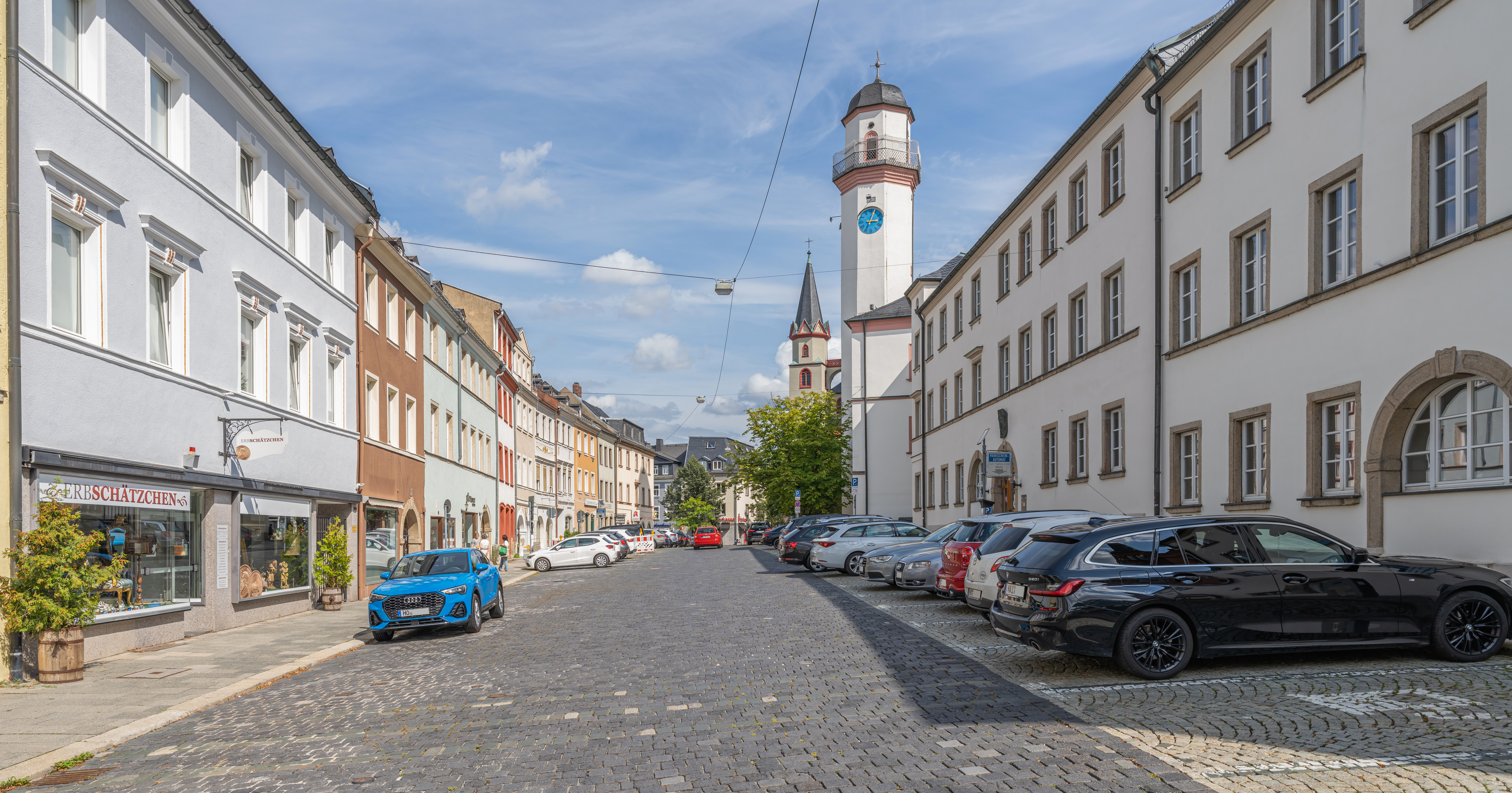
Klosterstraße
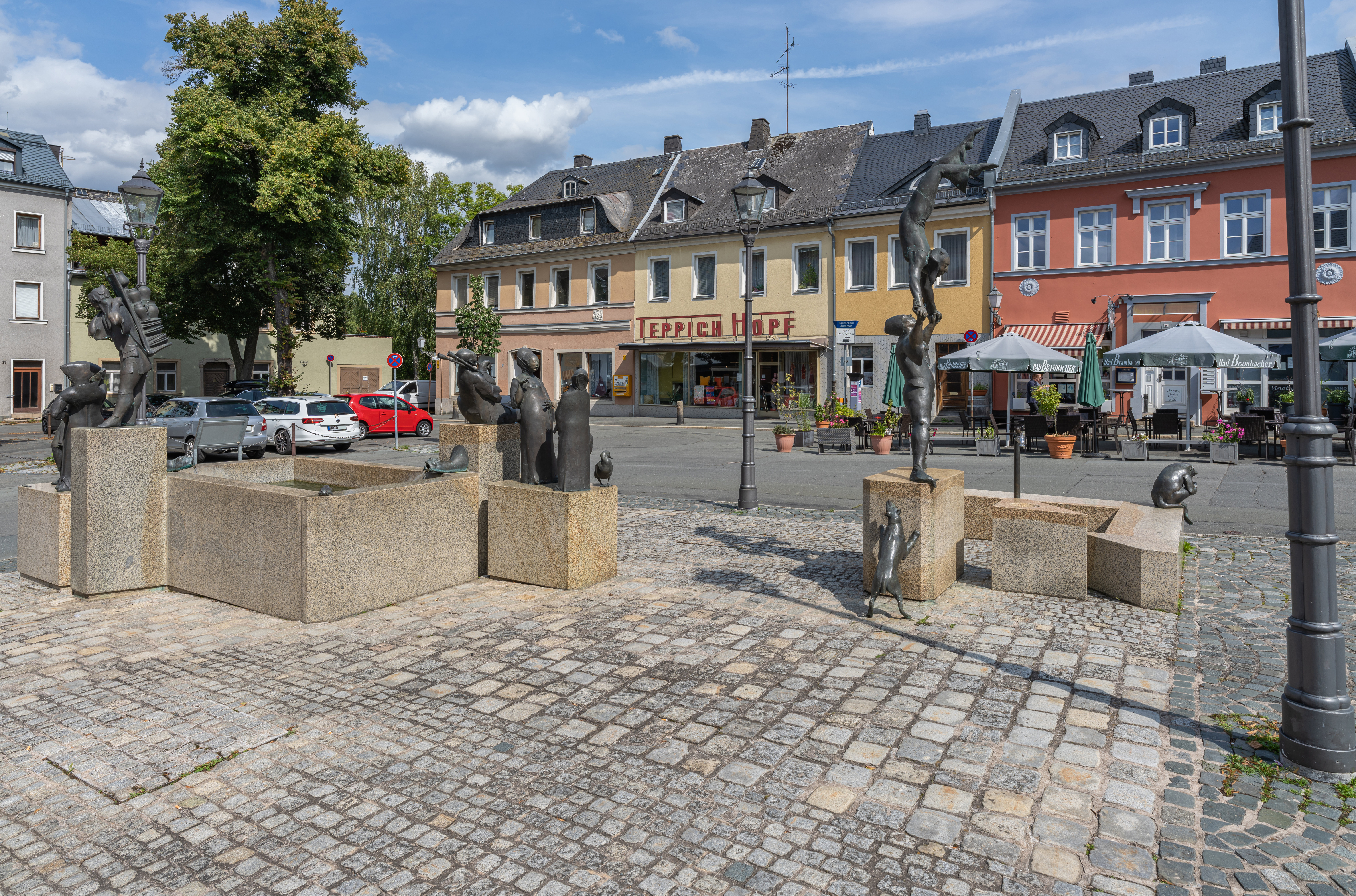
Maxplatz
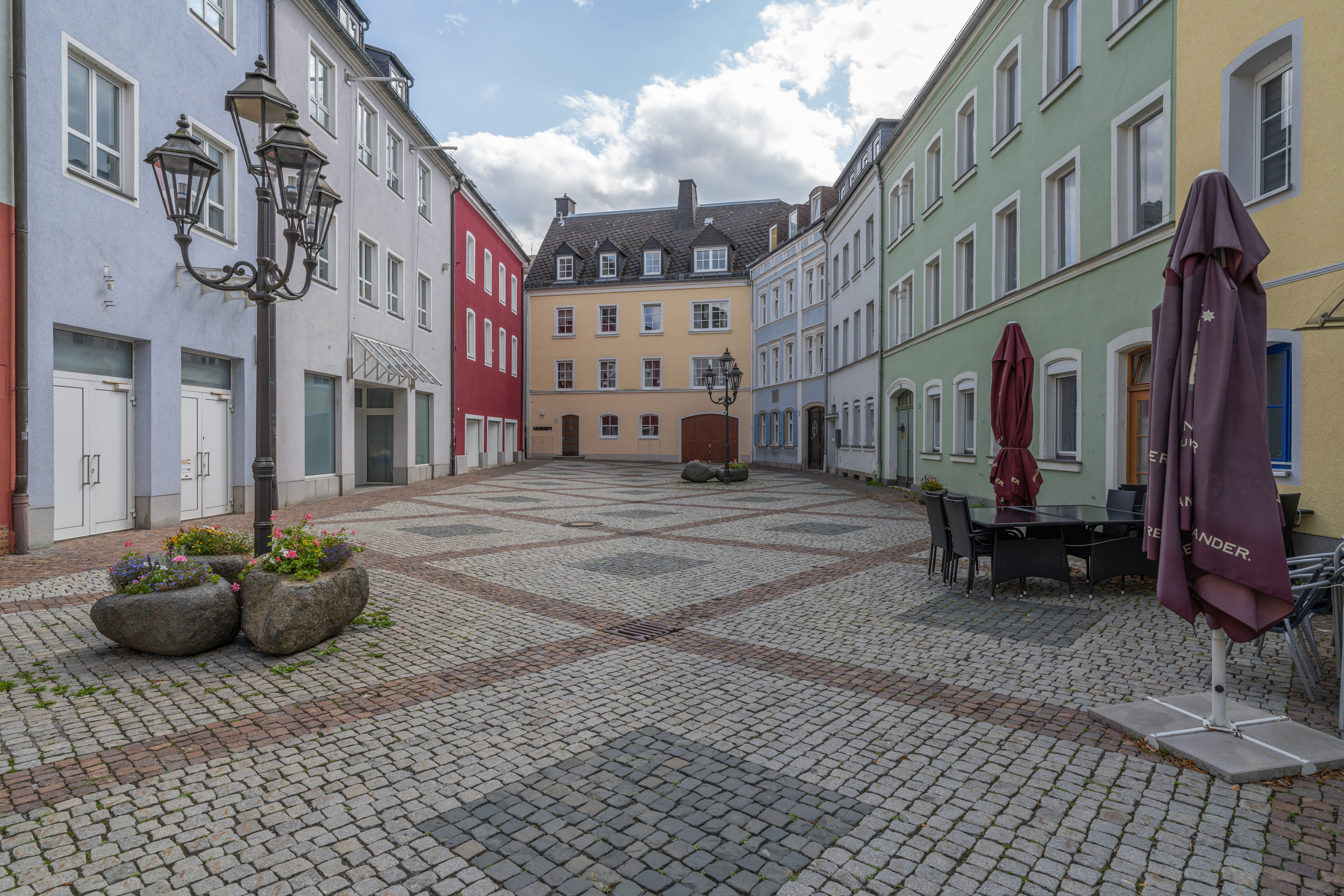
Schlossplatz
Hofer Rathaus
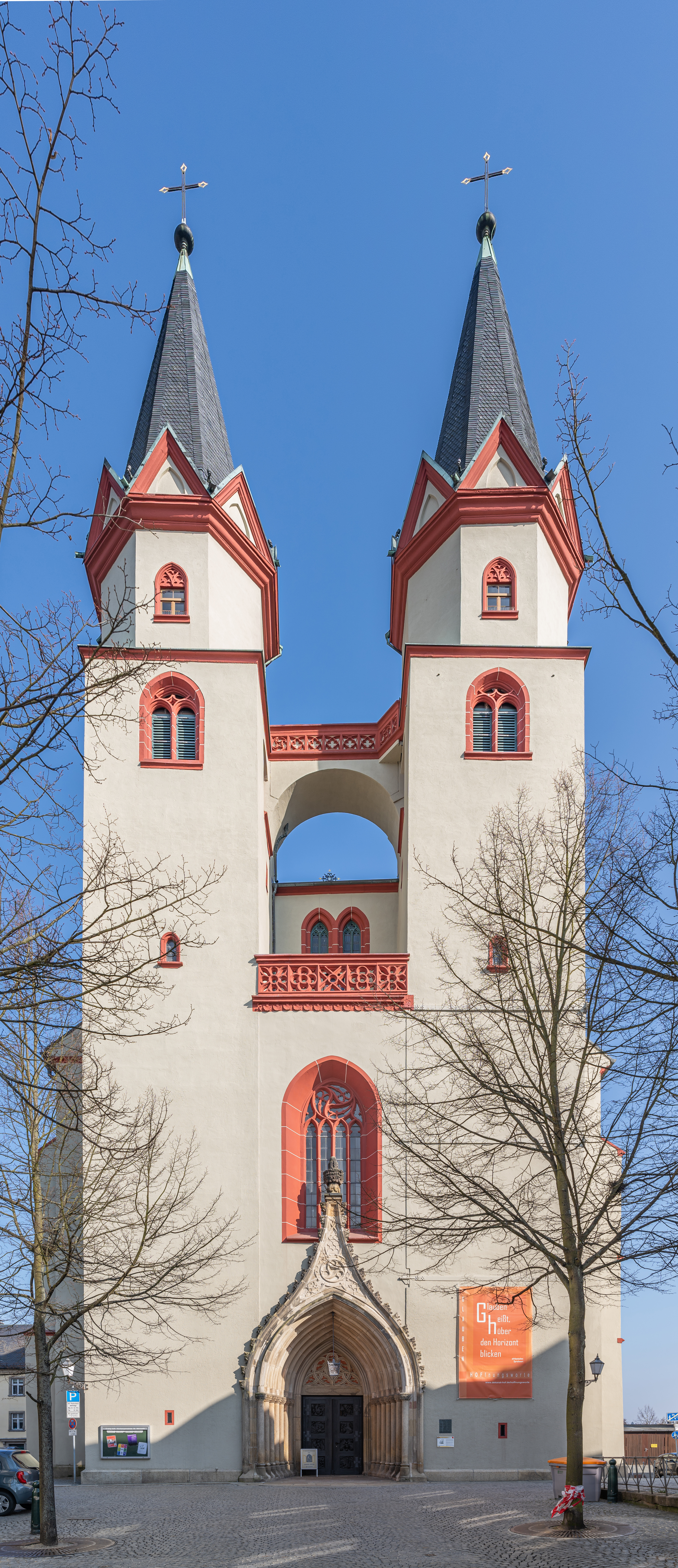
St.-Michaelis-Kirche

## Verkehr

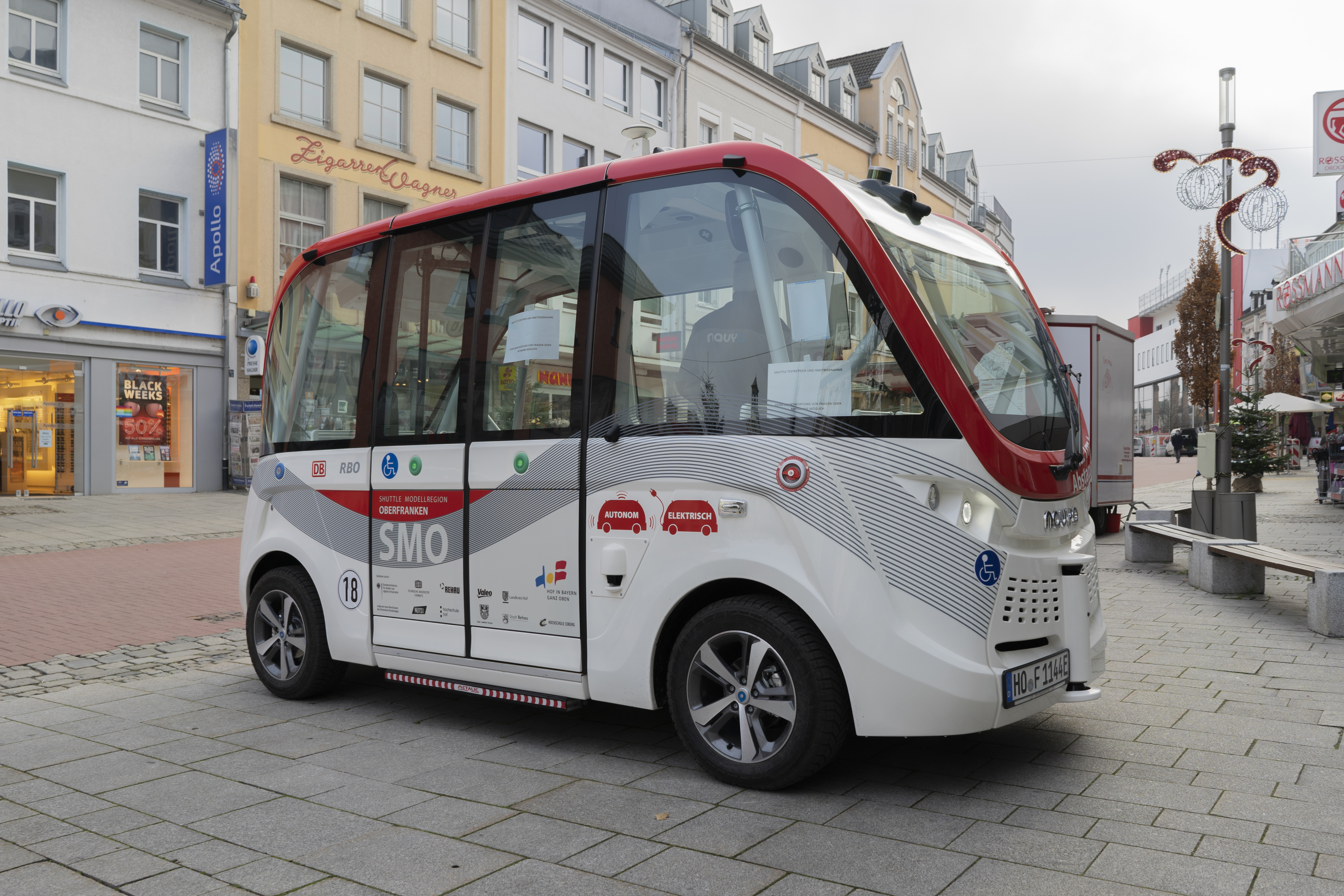
Autonomer Bus in der Hofer Altstadt

Bis zur Inbetriebnahme der Hof Galerie und des zu bauenden Busbahnhofs, der direkt neben dem Einkaufszentrum liegen sollte, dient die Haltestelle Sonnenplatz als provisorischer Busbahnhof. Nachdem die Planung zum Bau der Hof Galerie eingestellt wurde, soll an der Stelle ein neues Viertel, das Schiller-Quartier entstehen, der Busbahnhof wird daher an den Hauptbahnhof verlegt. Bis zur vollständigen Einrichtung der  Fußgängerzone fuhren die Busse auch durch die Altstadt. In der Neustadt gibt es die Haltestellen Oberes Tor, Karlstraße, Rathaus und Unteres Tor.
Im zweijährigen Testbetrieb ist seit 2020 ein autonomer Elektrobus zwischen dem Hauptbahnhof und der Altstadt im Einsatz.
Westlich der Innenstadt verläuft die Marienstraße, eine Nord-Süd-Achse in der Stadt Hof.